# Torralba de Ribota (kommunhuvudort)
Torralba de Ribota är en kommunhuvudort i Spanien.   Den ligger i provinsen Provincia de Zaragoza och regionen Aragonien, i den nordöstra delen av landet, 200 km nordost om huvudstaden Madrid. Torralba de Ribota ligger 653 meter över havet och antalet invånare är 184.
Terrängen runt Torralba de Ribota är kuperad norrut, men söderut är den platt. Runt Torralba de Ribota är det ganska tätbefolkat, med 111 invånare per kvadratkilometer. Närmaste större samhälle är Calatayud, 7,9 km söder om Torralba de Ribota. Omgivningarna runt Torralba de Ribota är i huvudsak ett öppet busklandskap.